# Богуслен (ландскап)
Богуслен (швед. Landskap Bohuslän) — історична провінція (ландскап) у південній Швеції, в регіоні Йоталанд. Існує лише як історико-культурне визначення. Територіально входить до складу лену Вестра-Йоталанд.

## Географія
Богуслен простягається на 160 км вздовж західного узбережжя Швеції від кордону з Норвегією на півночі до Гетеборга на півдні. Зі сходу межує з ландскапами Дальсланд і Вестерйотланд.

## Історія
На початку XIV ст. король Гокон V Святий спорудив на Багахольмені фортецю Багахус (згодом — Богус). Назва «Богуслен» вперше виникає в XV ст. і спершу стосувалася до південної частини регіону.
У 1658 році провінція за Роскілльським мирним договором відійшла до Швеції. У 1693 році Гетеборг став центром єпархії, а з 1700 року й центром провінції.

## Адміністративний поділ
Ландскап Богуслен є традиційною провінцією Швеції і не має адміністративної ролі, але має культурне й історичне значення.

### Комуни
На території ландскапу розташовані такі комуни:
1. Комуна Стремстад
2. Комуна Танум
3. Комуна Мункедаль (частково)
4. Комуна Сутенес
5. Комуна Лисекілль
6. Комуна Лідчепінг
7. Комуна Лілла Едет (частково)
8. Комуна Удевалла
9. Комуна Уруст
10. Комуна Стенунгсунд
11. Комуна Черн
12. Комуна Кунгельв
13. Комуна Гетеборг (частково)
14. Комуна Екере

## Символи ландскапу
- Рослина: жимолость
- Риба: скумбрія
- Тварина: тюлень звичайний
- Птах: кулик-сорока

## Галерея

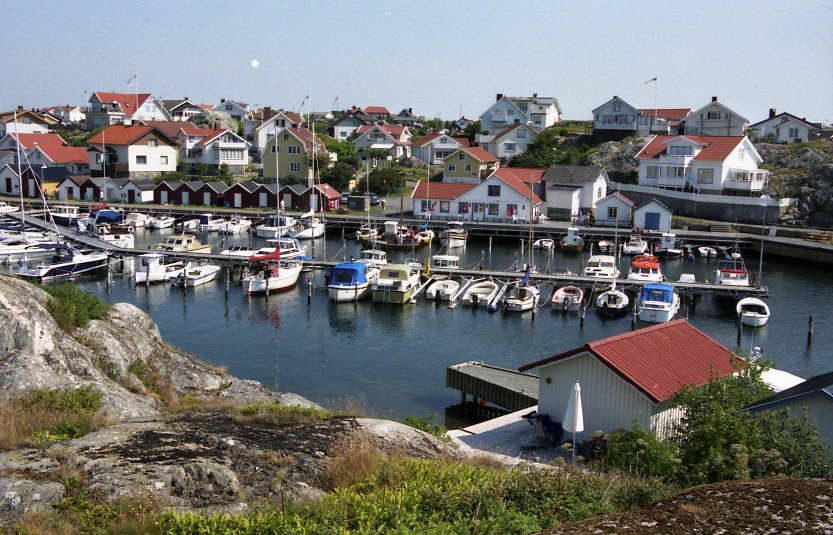
Містечко Екере
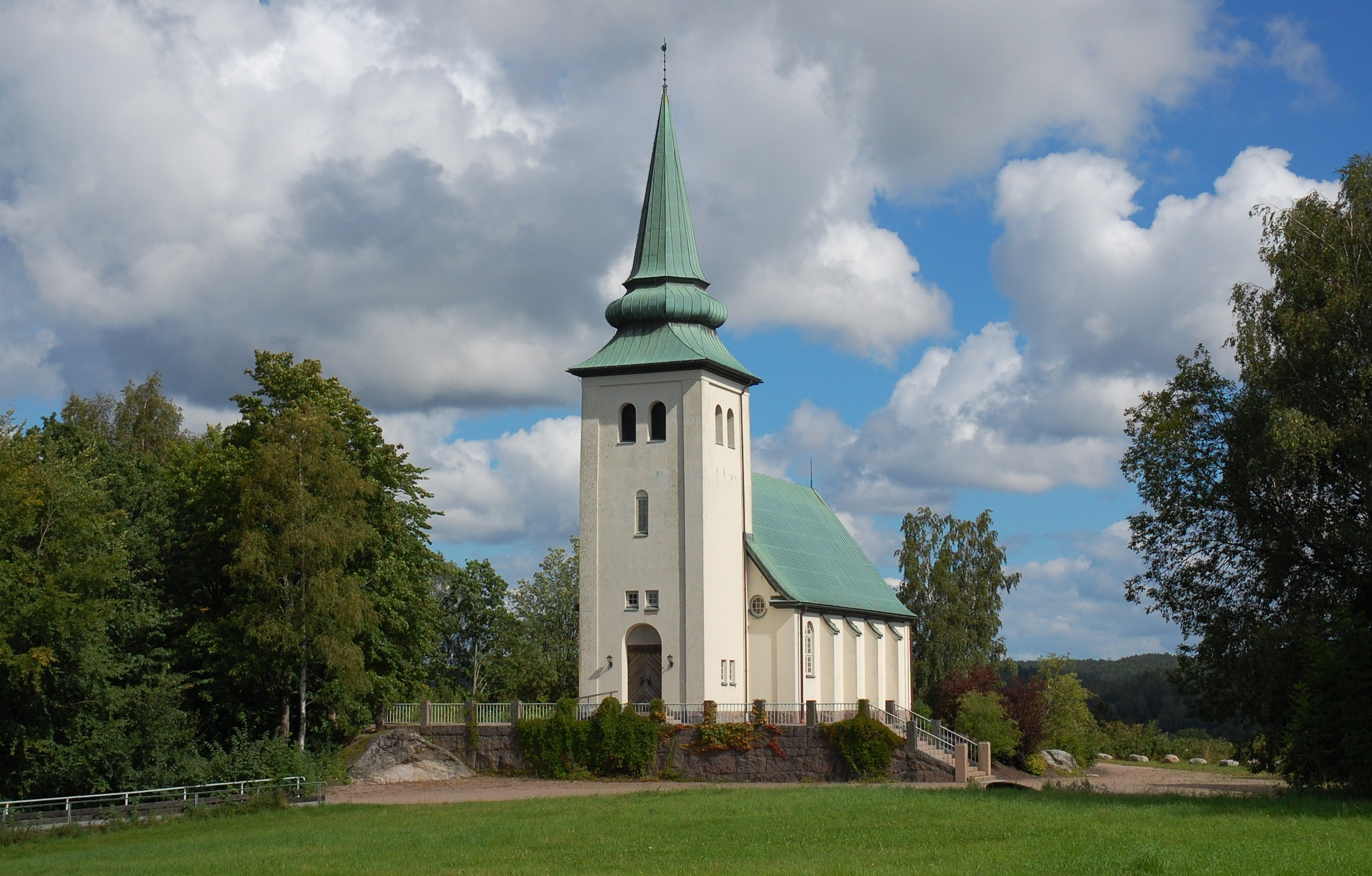
Церква в Мункедалі
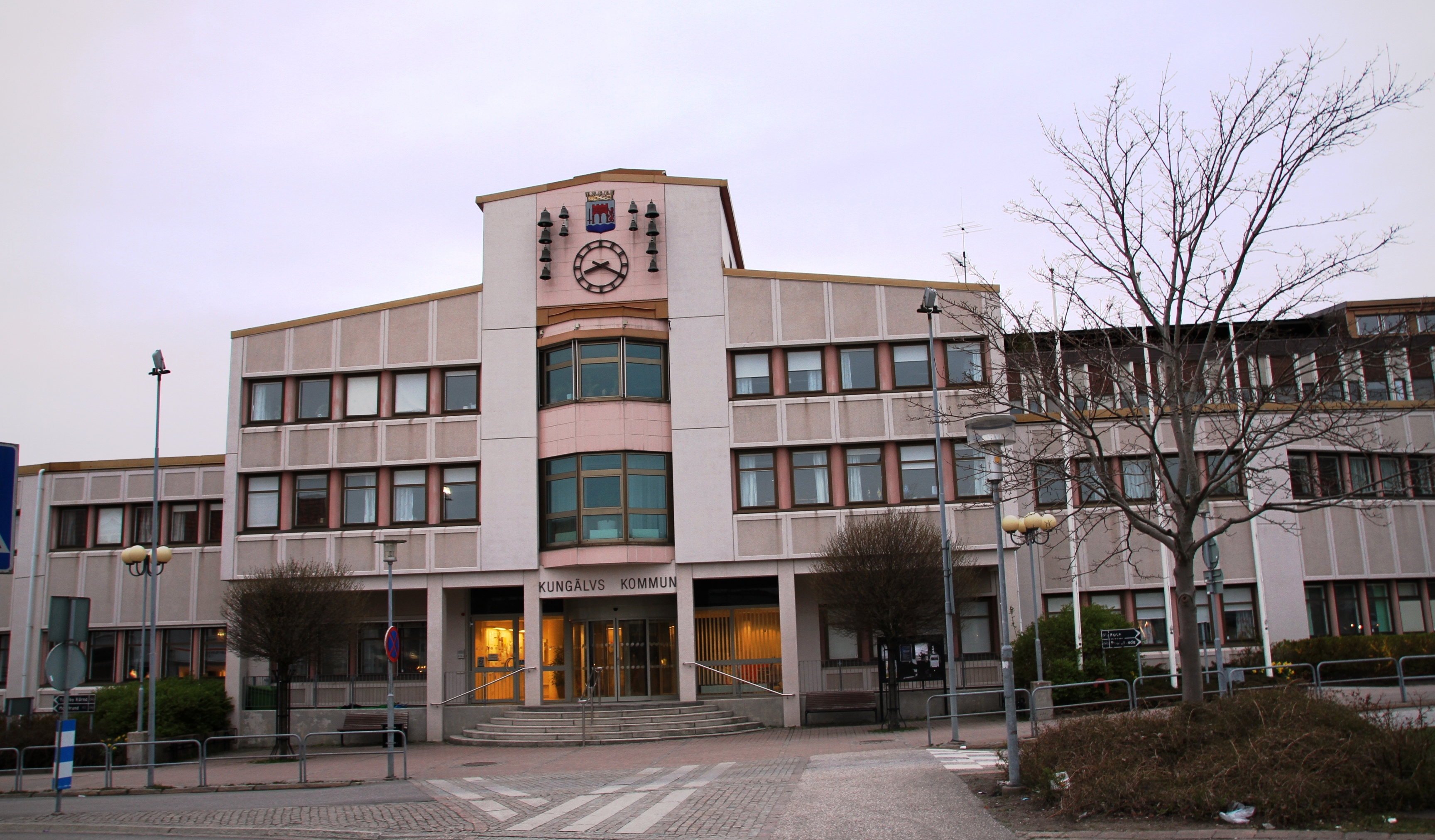
Управа комуни в Кунгельві
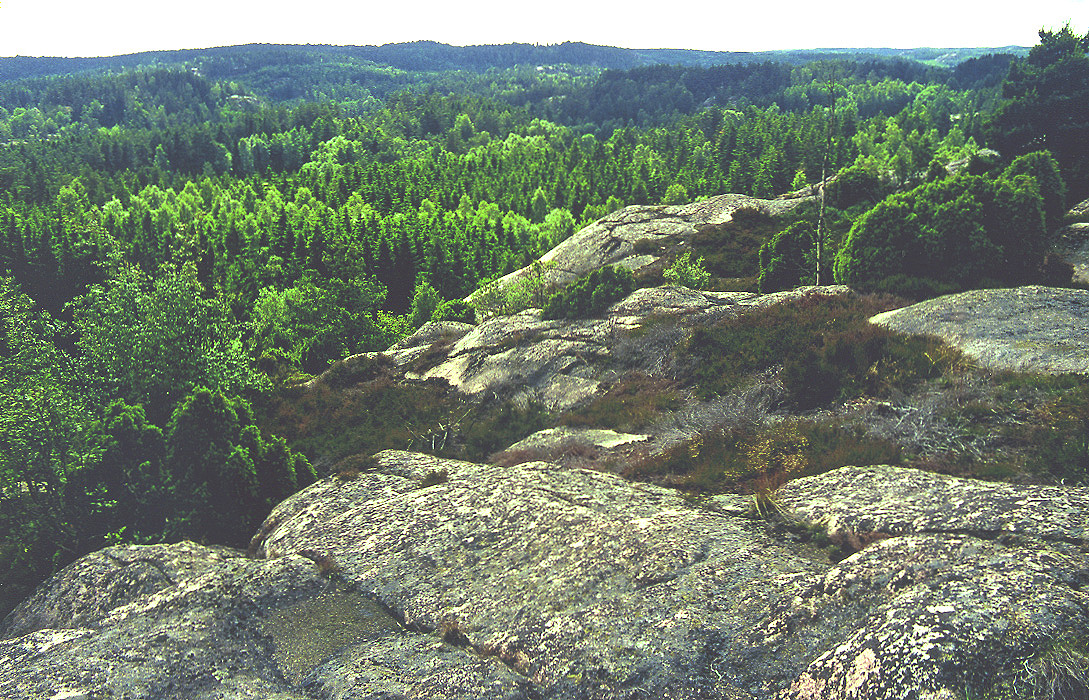
Краєвиди Богуслену
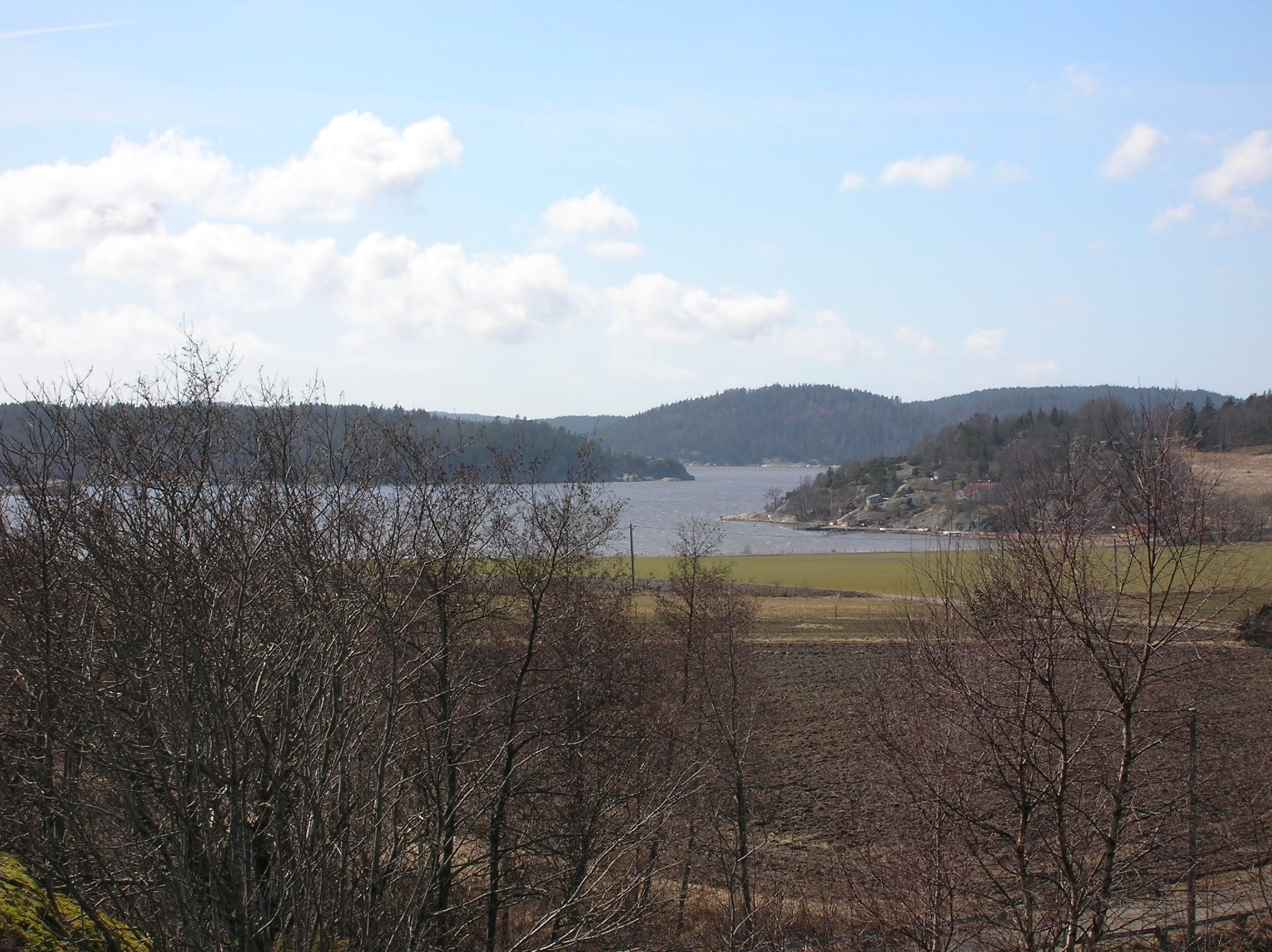
Гулльмар-фйорд